# Płochlica księżycówka
Płochlica księżycówka, lazdona księżycówka (Minucia lunaris) – gatunek motyla z rodziny mrocznicowatych i podrodziny Erebinae.

## Występowanie
Występuje w zachodniej Palearktyce na wschód aż po Azję Centralną. Zasięg gatunku obejmuje całą Polskę, ale jest on spotykany tylko lokalnie. 

## Morfologia i ekologia
Rozpiętość skrzydeł 52–60 mm. Głowa i tułów żółtobrunatne. Przednie skrzydła w tym samym kolorze, z nalotem pojedynczych czarnych łusek oraz z wąskimi, żółtawymi przepaskami. Tylne skrzydła ciemnobrunatne, w części nasadowej jaśniejsze, żółtobrunatne. 
Gąsienice żerują na dębach preferując młode pędy odroślowe. Dorosłe motyle obserwowane są od maja do czerwca w lasach liściastych.